# Jasień (Grupa Żurawnicy)
Jasień (ok. 505 m n.p.m.) – szczyt na południowo-wschodnim krańcu Grupy Żurawnicy. W regionalizacji fizycznogeograficznej Polski według Jerzego Kondrackiego zaliczany jest do Beskidu Małego, w nowszej regionalizacji z 2018 roku do Pasm Pewelsko-Krzeszowskich.
Nazwę Jasień podaje Aleksy Siemionow w „Ziemi Wadowickiej” i przewodnik turystyczny „Beskid Mały”. Brak jej na mapie Compassu.
Jasień znajduje się po południowo-wschodniej stronie Bacowskich Wierchów (Kocurowej Góry), oddzielony od nich bezleśną przełączką z należącym do Zembrzyc osiedlem Bacowie. Południowo-wschodni stok Jasienia opada w widły Skawy i Stryszawki, stok północno-wschodni do doliny Skawy, południowo-zachodni do potoku Błądzonka. Góra jest całkowicie porośnięta lasem.
W Suchej Beskidzkiej u południowo-wschodniech podnóży Jasienia znajduje się Zamek Suski z XVI wieku. Od zamku tego stokami Jasienia prowadzi ścieżka przyrodniczo-dydaktyczna. W lesie Jasienia rosną buki, dęby, graby, modrzewie, wiekowe jodły, jawory, brzozy i sztucznie wprowadzone gatunki: dąb burgundzki i dąb czerwony oraz tworzące aleję sosny wejmutki. Na Jasieniu znajduje się także kapliczka konfederatów barskich z 1773 r. Postawiono ją na miejscu, w którym według podań oddziały konfederatów barskich pod dowództwem Maurycego Beniowskiego stoczyły bitwę z wojskiem rosyjskim dowodzonym przez generała Aleksandra Suworowa. Niedoświadczeni konfederaci barscy przegrali, poległo ich około 200, a ranny Beniowski dostał się do niewoli i został zesłany na Syberię.
Szczyt Jasienia, stoki, południowe, wschodnie i północne należą do miasta Sucha Beskidzka, stoki zachodnie do wsi Stryszawa – obydwie miejscowości są w województwie małopolskim, w powiecie suskim.